# Dimitri Ermakov
Dimitri Ivanovitch Ermakov (en russe : Дмитрий Иванович Ермаков), né en 1845 à Tiflis (aujourd'hui Tbilissi) dans l'Empire russe et mort dans la même ville en 1916, possiblement le 10 novembre, est un photographe russe, notamment connu pour ses photographies des paysages, monuments et populations du Caucase.

## Biographie

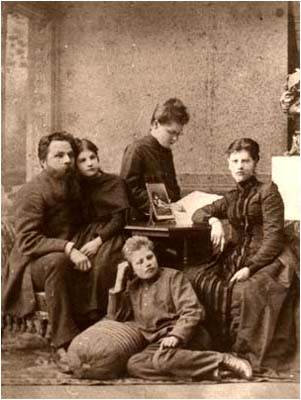
La famille de Dimitri Ermakov, 1896 en photographie.

Dimitri Ermakov était le fils d'un architecte italien, Luigi Caravaggio, et d'une mère d'origine autrichienne qui se remaria avec un Russe nommé Ermakov.
Dimitri Ermakov apprit la photographie à l'armée, en tant que topographe et dans des expéditions géographiques. Il ouvrit ensuite un studio à Tiflis, où il faisait des portraits et vendait les photos qu'il rapportait de ses voyages.
En 1874, Dimitri Ermakov exposa à la 10e exposition de la Société française de photographie, dont il fut membre de 1871 à 1885.
Dimitri Ermakov participa à la guerre russo-turque de 1877-1878 où, membre des services secrets, il prit des photos des lignes de front dans le Caucase du Sud.
La comtesse Praskovia Ouvarova, présidente de la Société archéologique de Moscou, lui demanda de documenter des découvertes archéologiques, des églises, des monastères et des icônes, et publia ses photos dans les catalogues qu'elle fit paraître.
Dimitri Ermakov fut le photographe officiel de Nasseredin Shah, le Chah d'Iran.
En 1905, Alexandre Roinachvili lui légua son studio et ses négatifs.
En 1910, Dimitri Ermakov accompagna Ekvtimé Takhaïchvili dans une expédition en Svanétie.
Dimitri Yermakov fut le mentor d'Antoine Sevruguin.

## Galerie

### Portraits

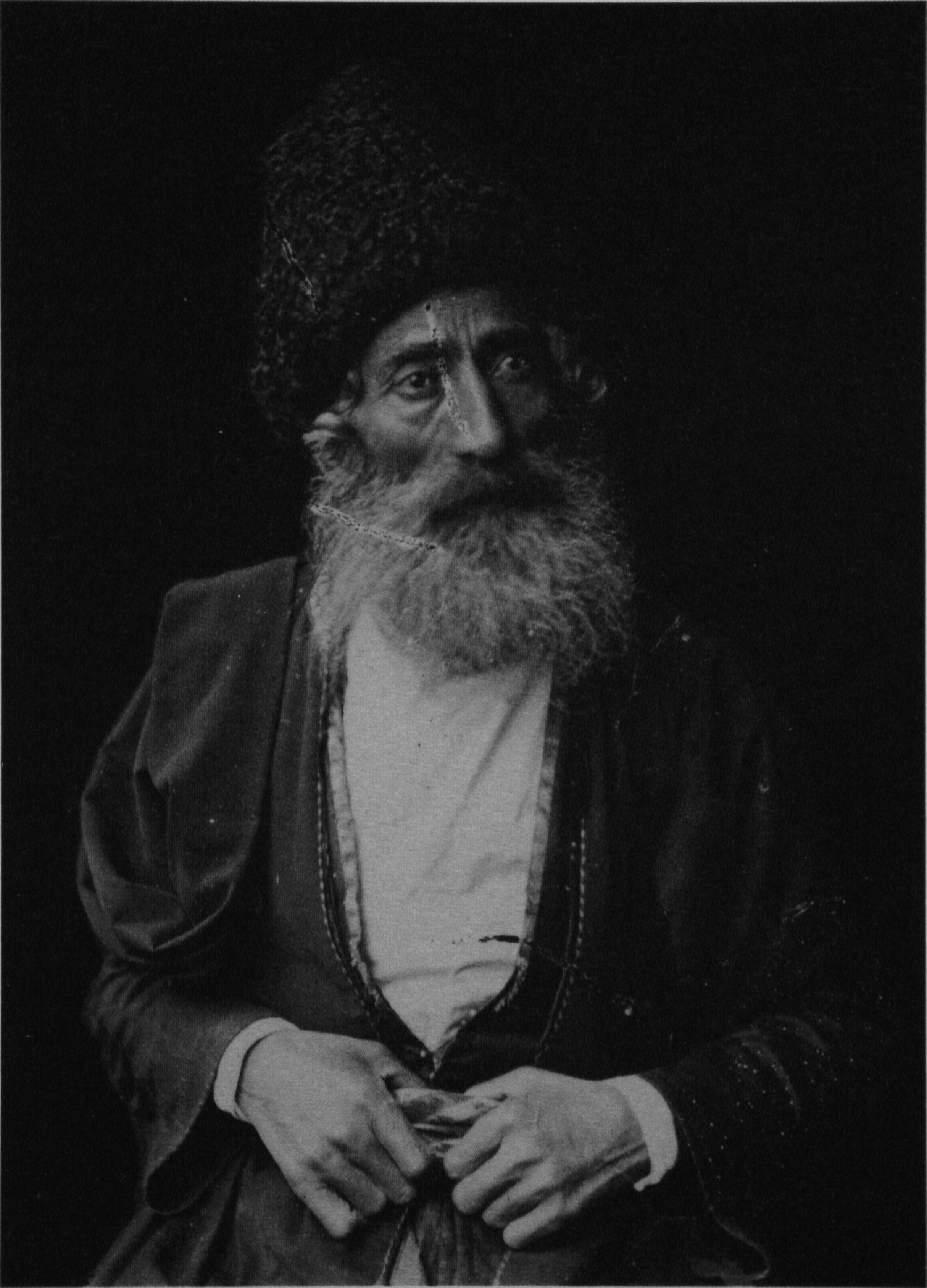
Juif d'Akhaltsikhé
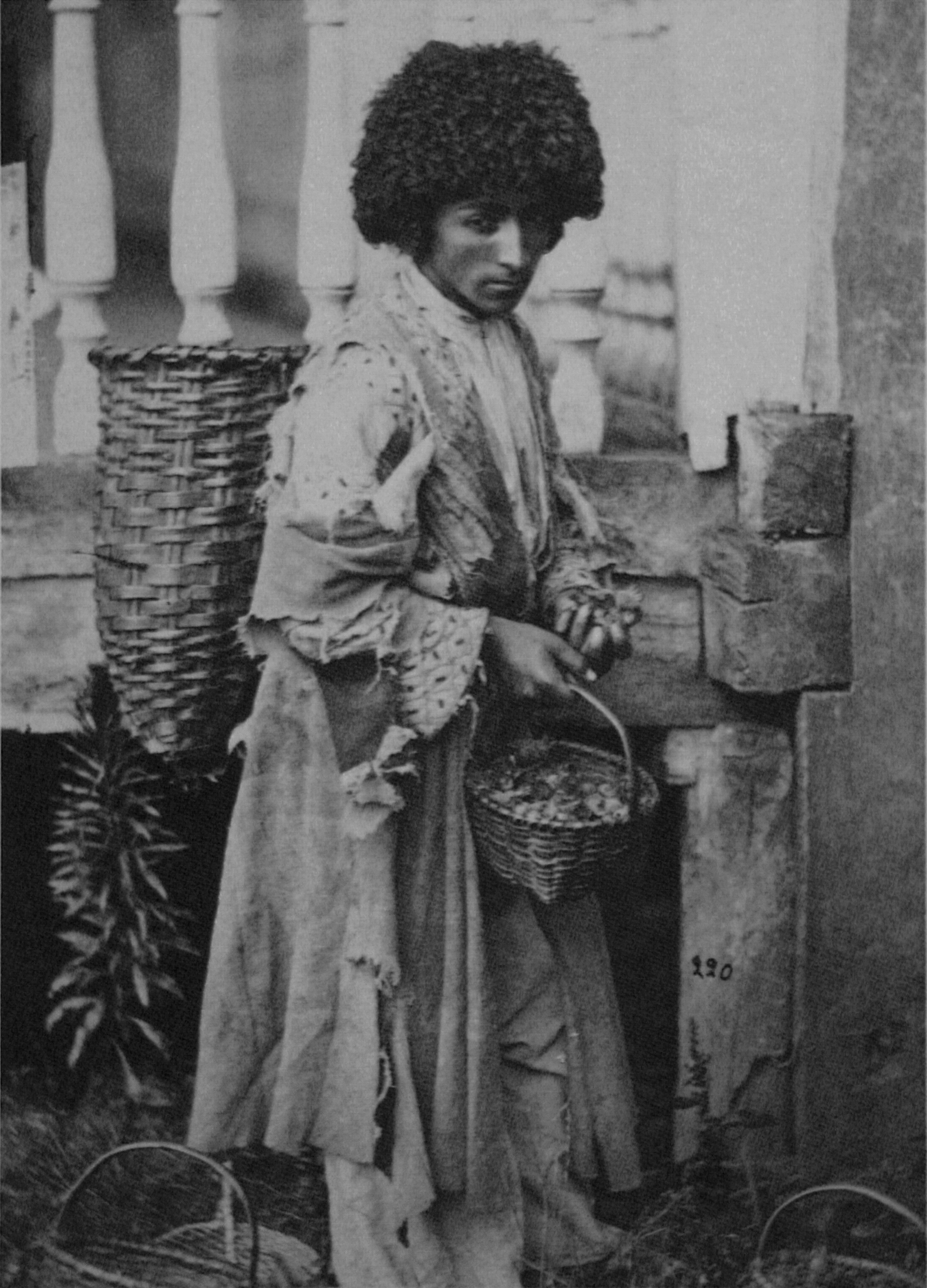
Juif géorgien vendant des noisettes
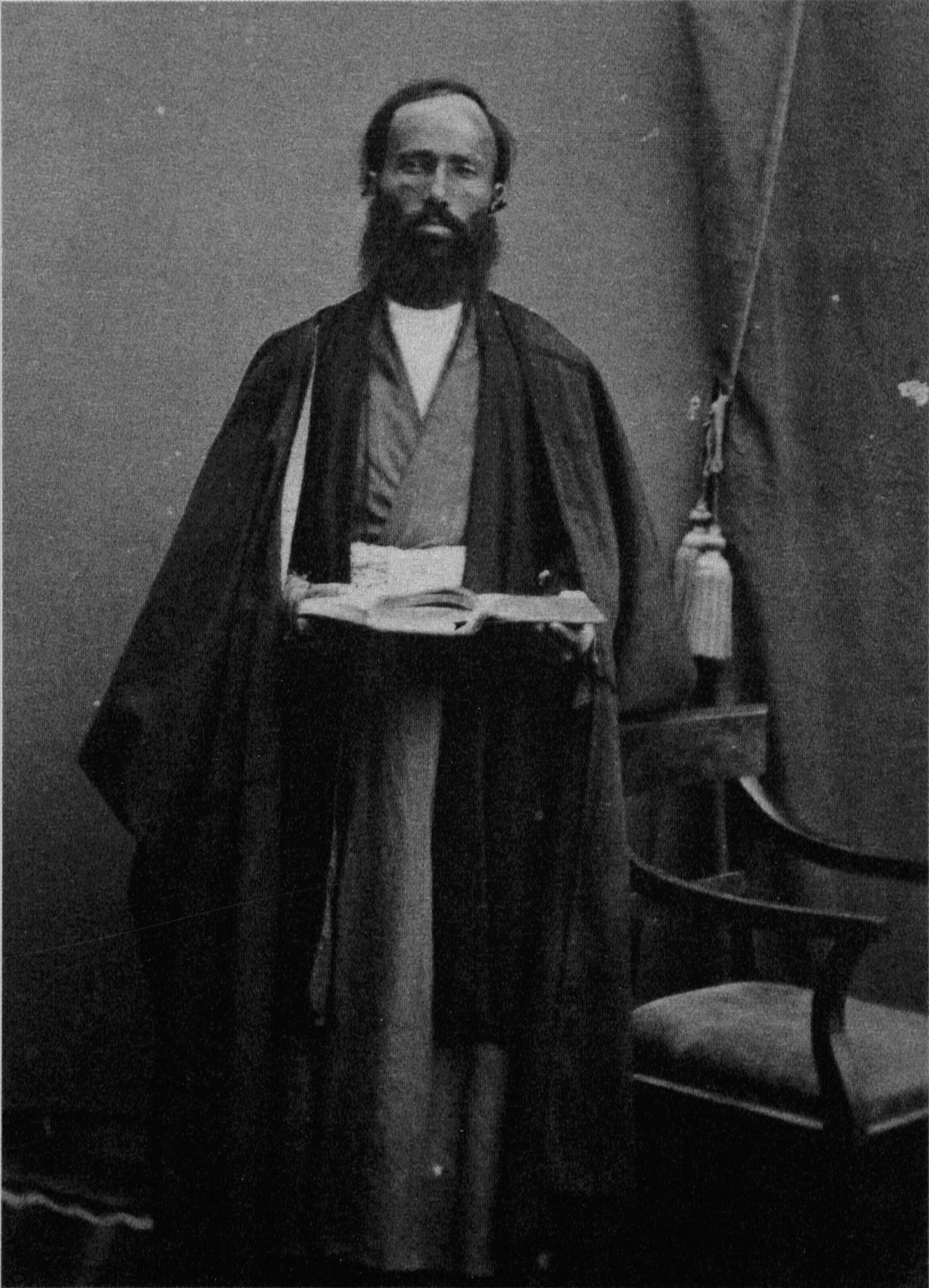
Juif d'Arménie
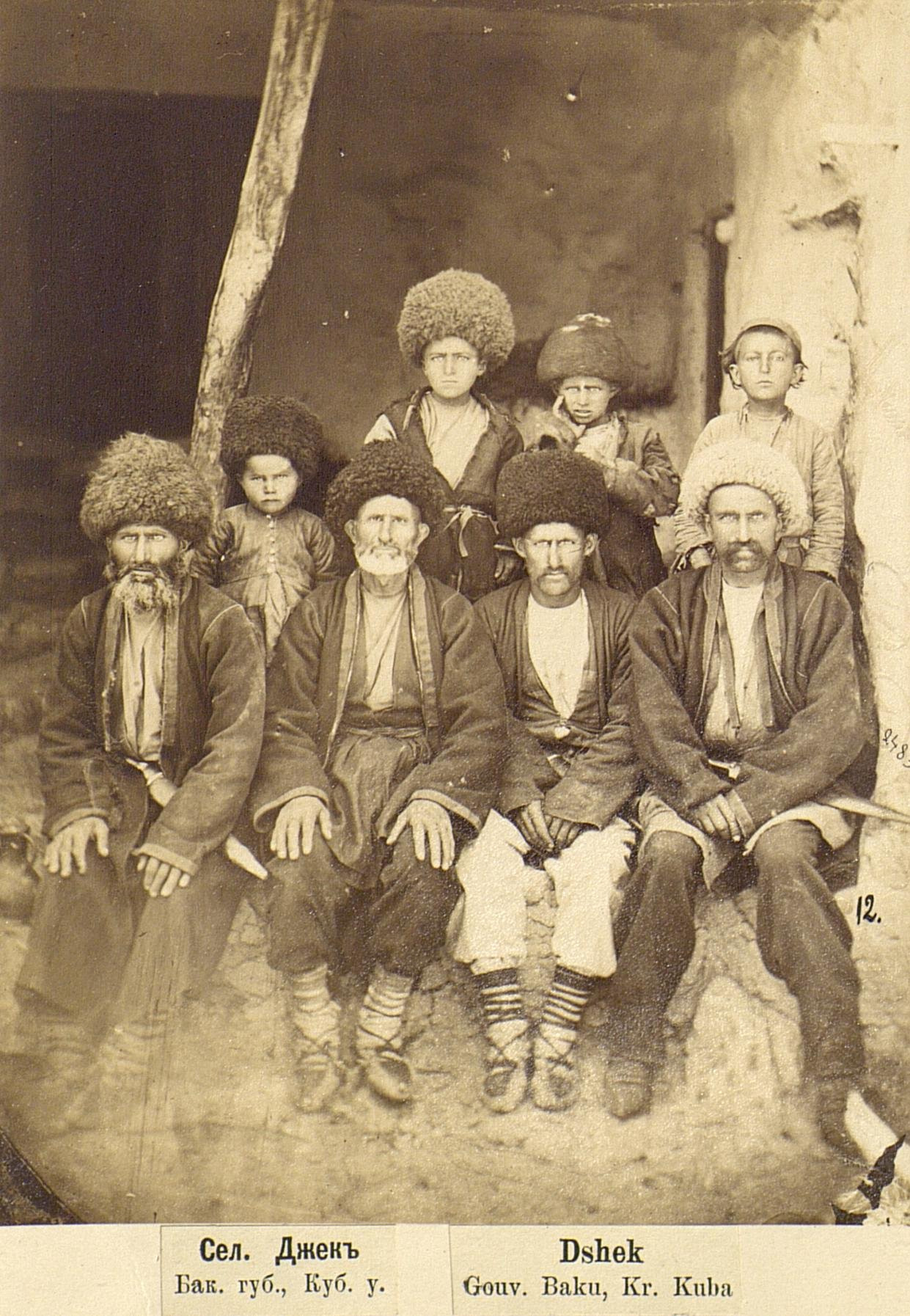
Des Jeks
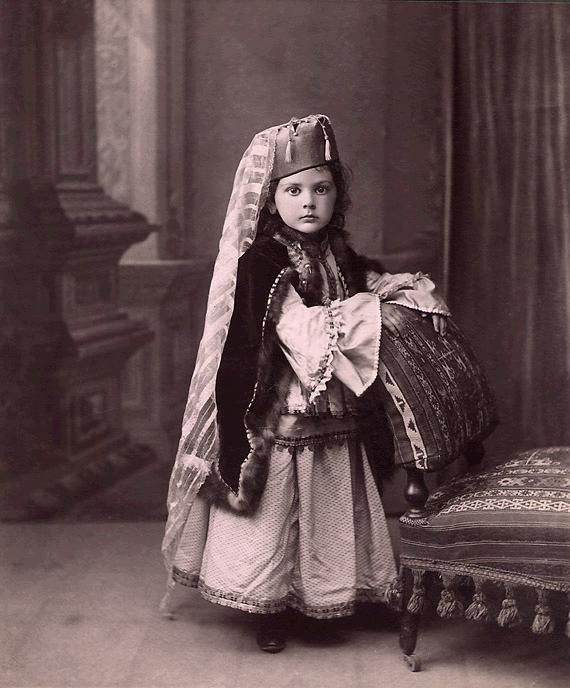
Princesse Lazarev en costume tatar
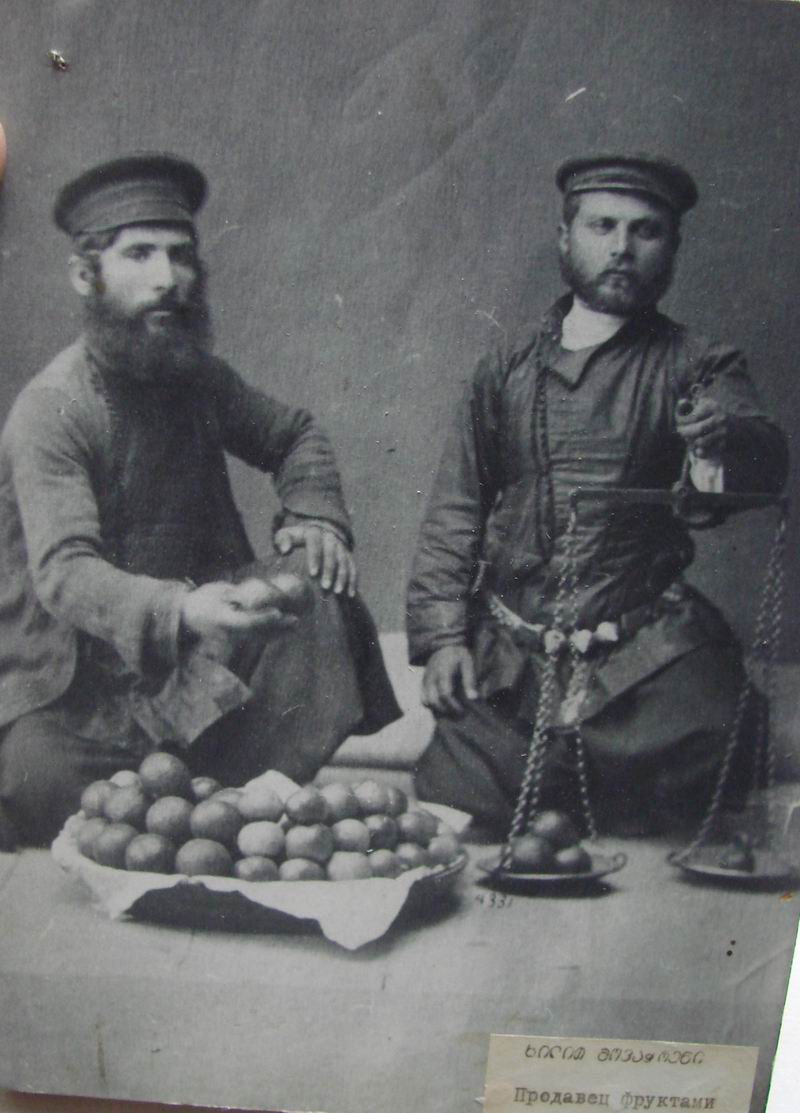
Vendeurs de fruits
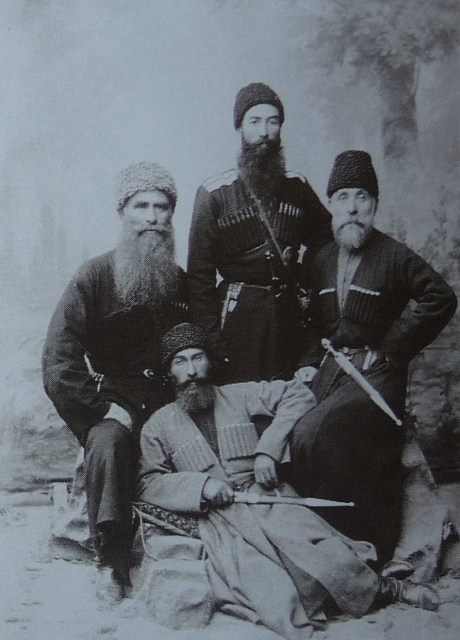
Géorgiens en habits traditionnels (avec des papakhas)
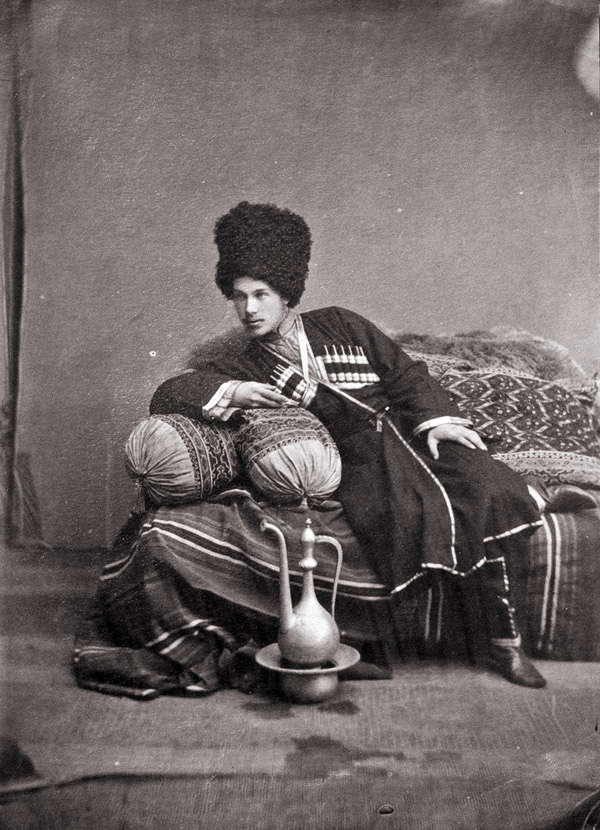
Géorgien
Portrait d'un religieux chrétien
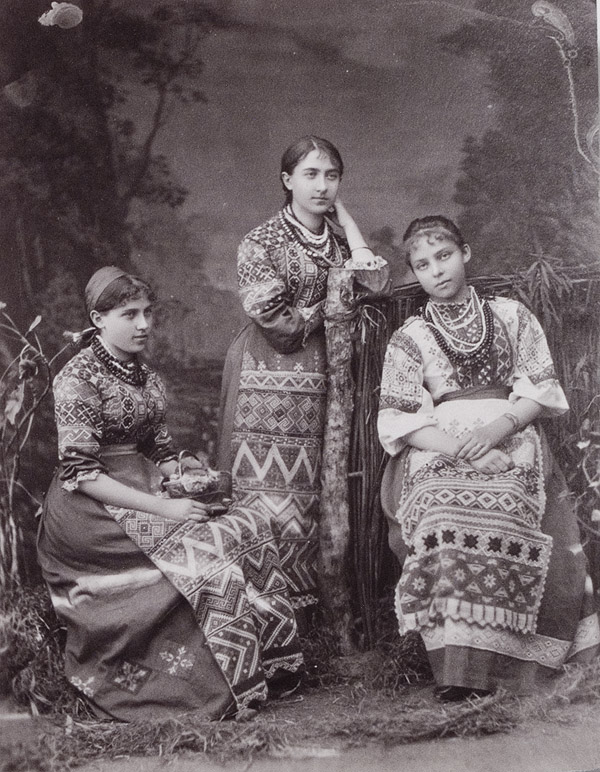
Portrait de trois jeunes femmes
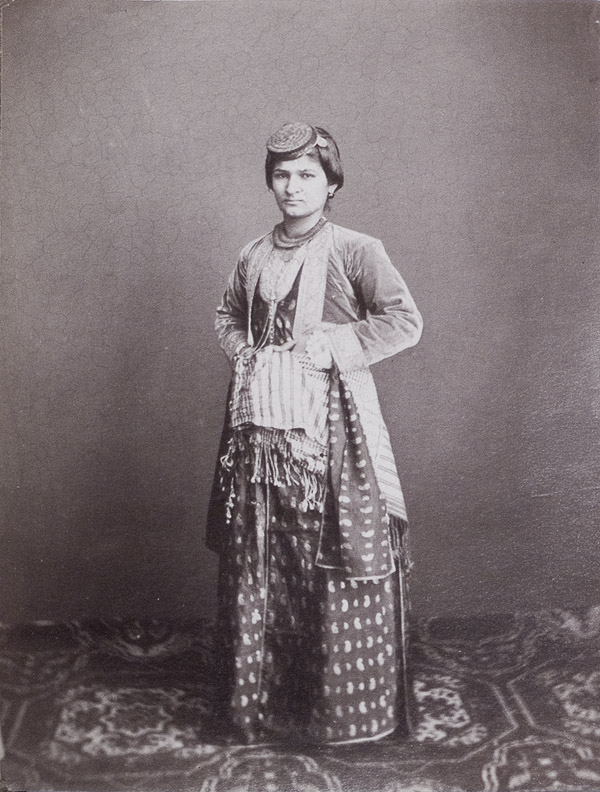
Portrait d'une femme
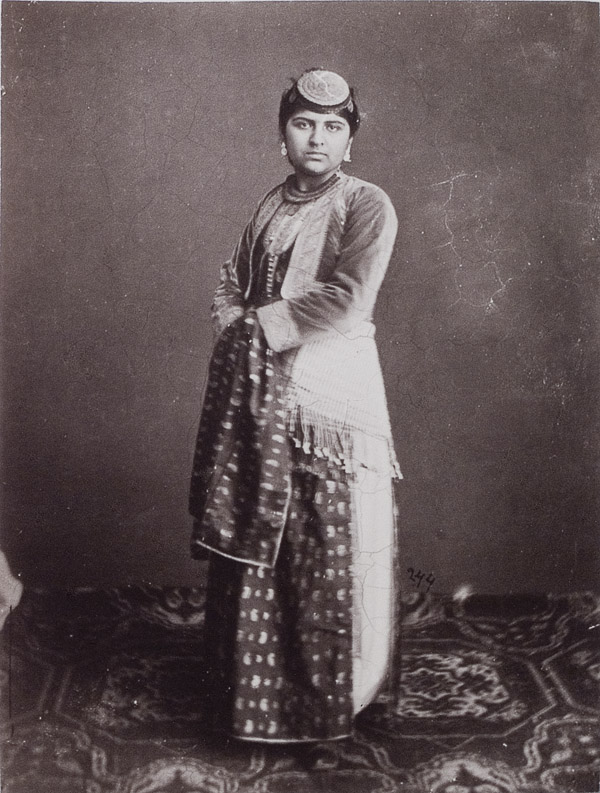
Portrait d'une femme
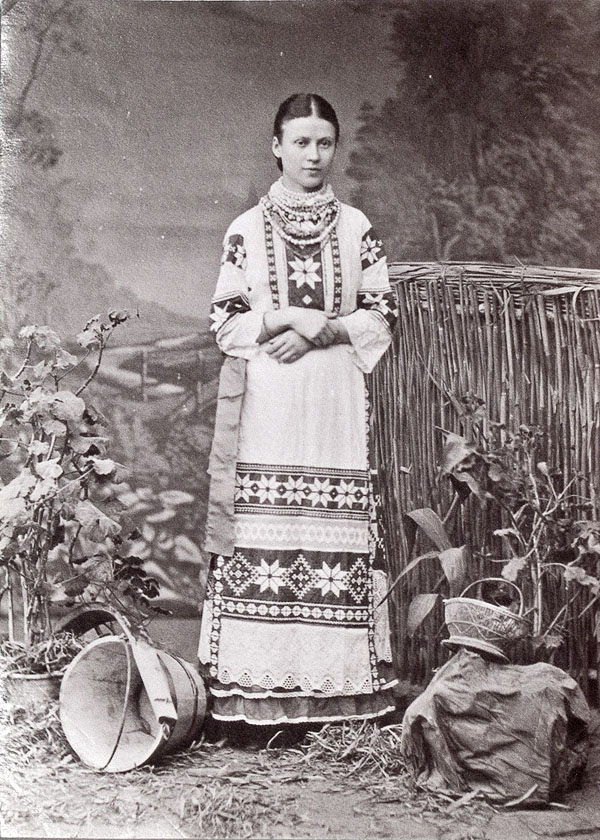
Portrait d'une femme
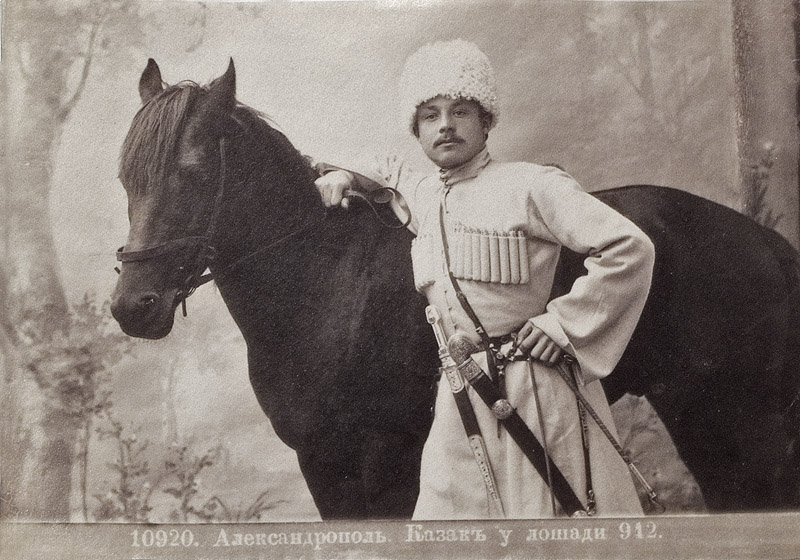
Cosaque posant près de son cheval
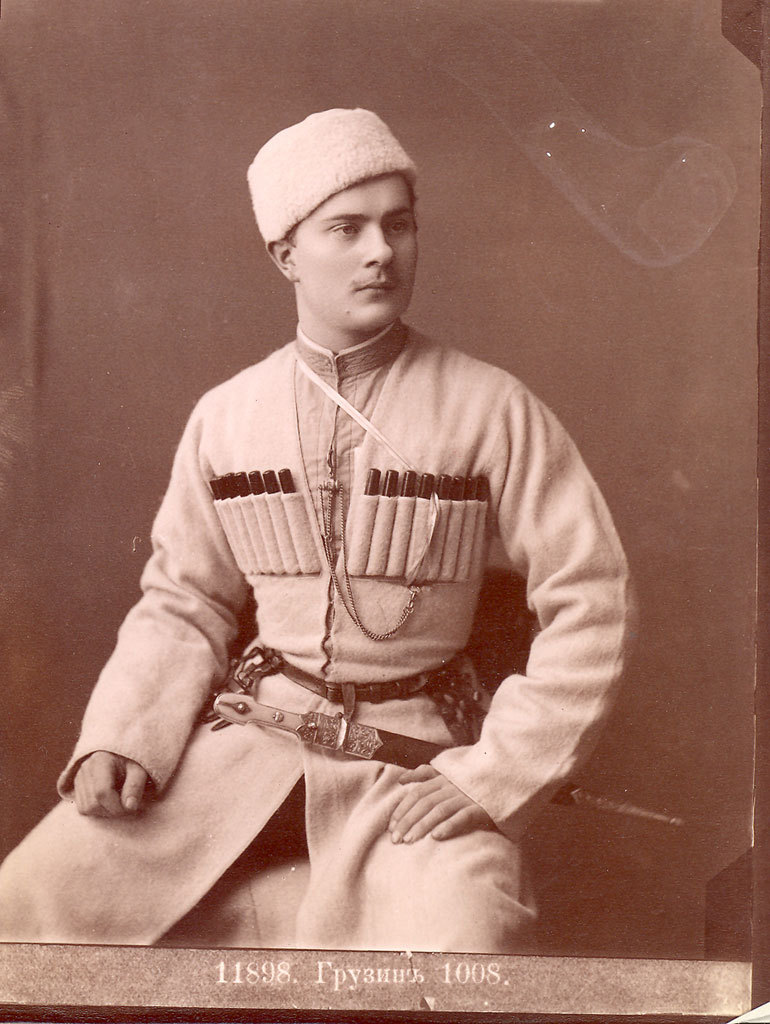
Géorgien
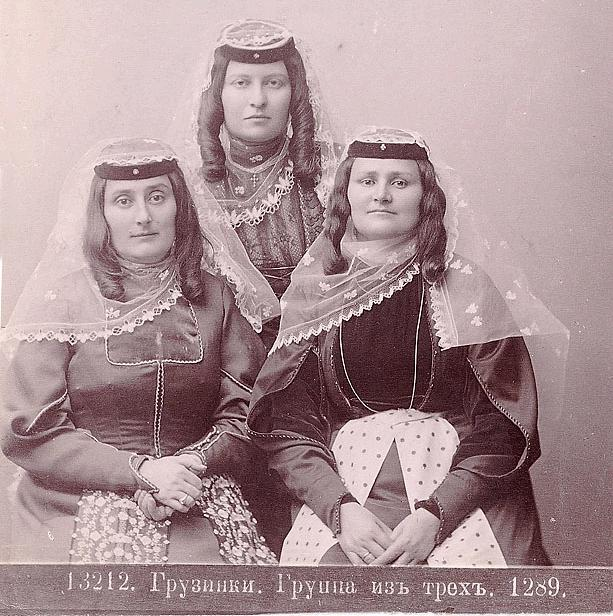
Géorgiennes
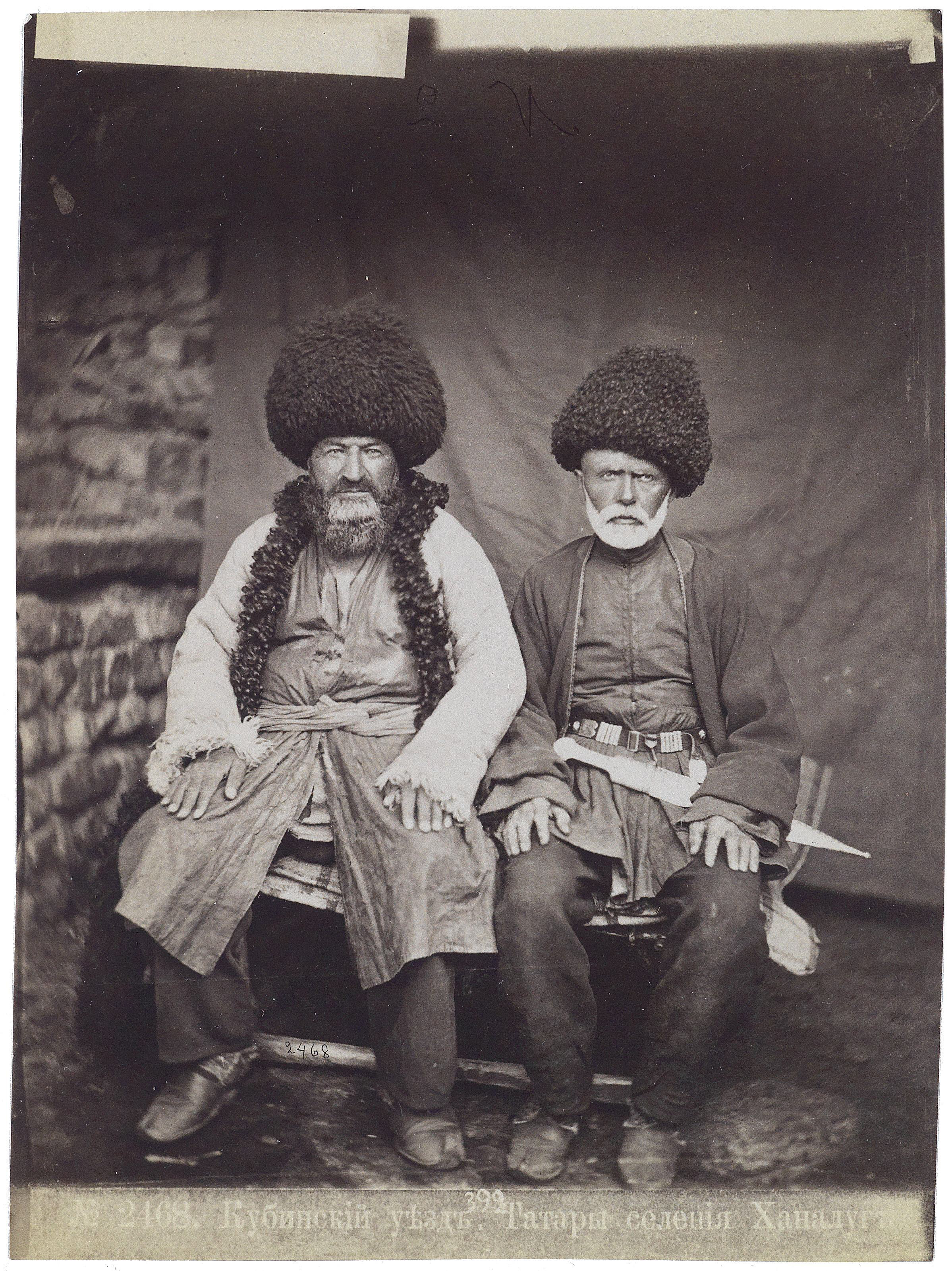
Tartares de Khinalugs
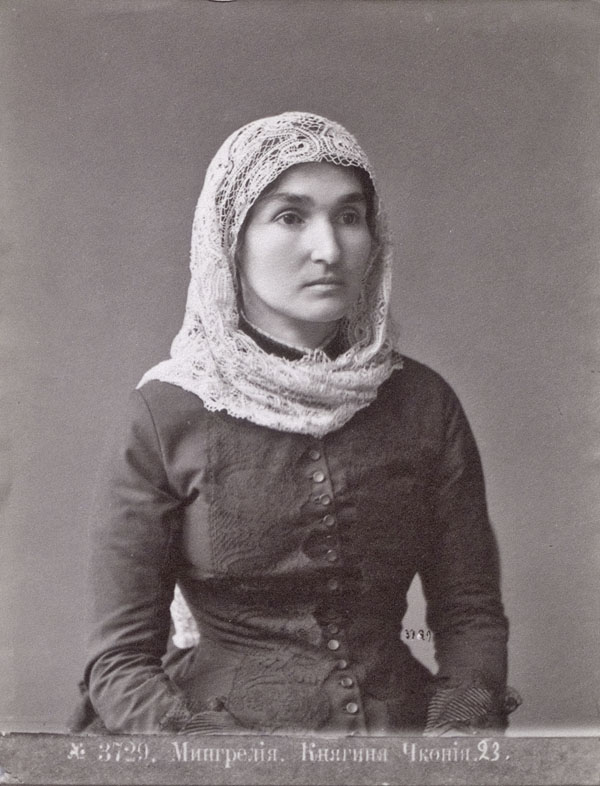
Princesse mingrélienne Chkonia
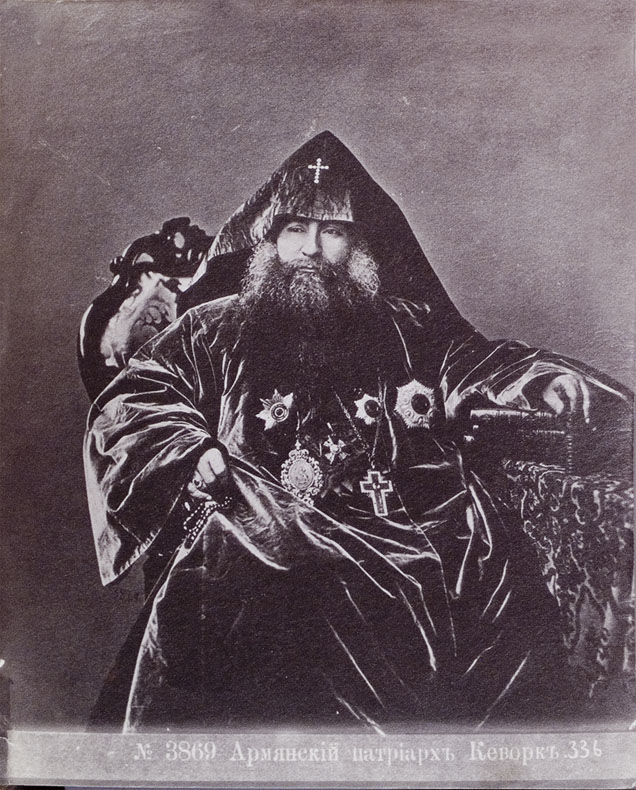
Patriarche arménien Kevork, probablement Georges IV Kérestédjian
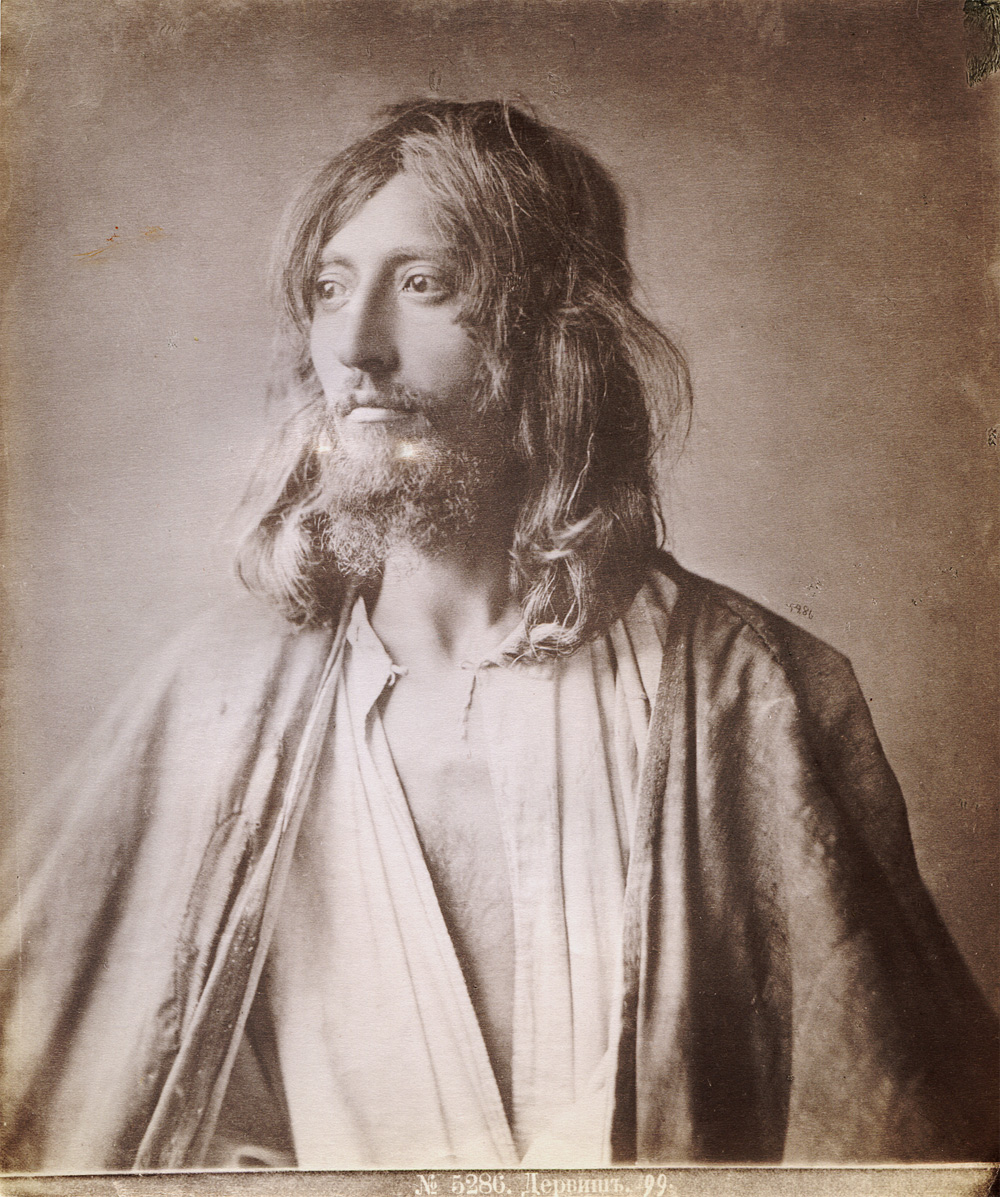
Derviche
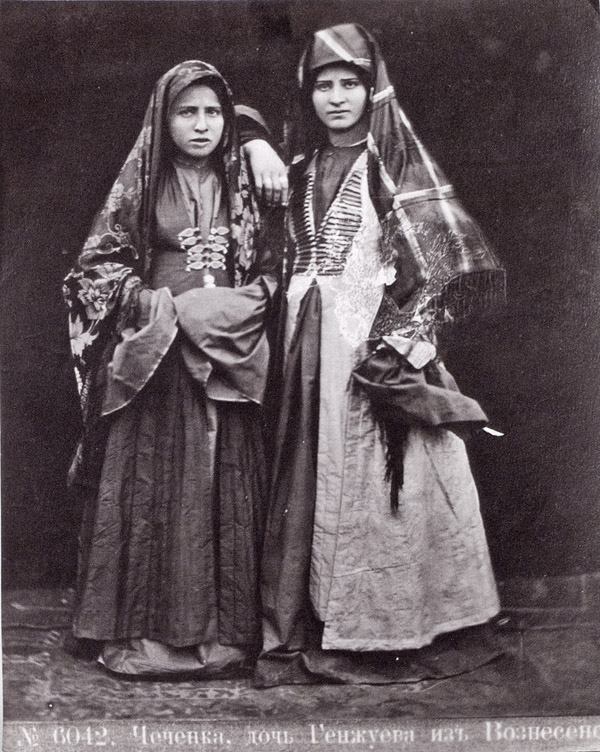
Deux Tchétchènes
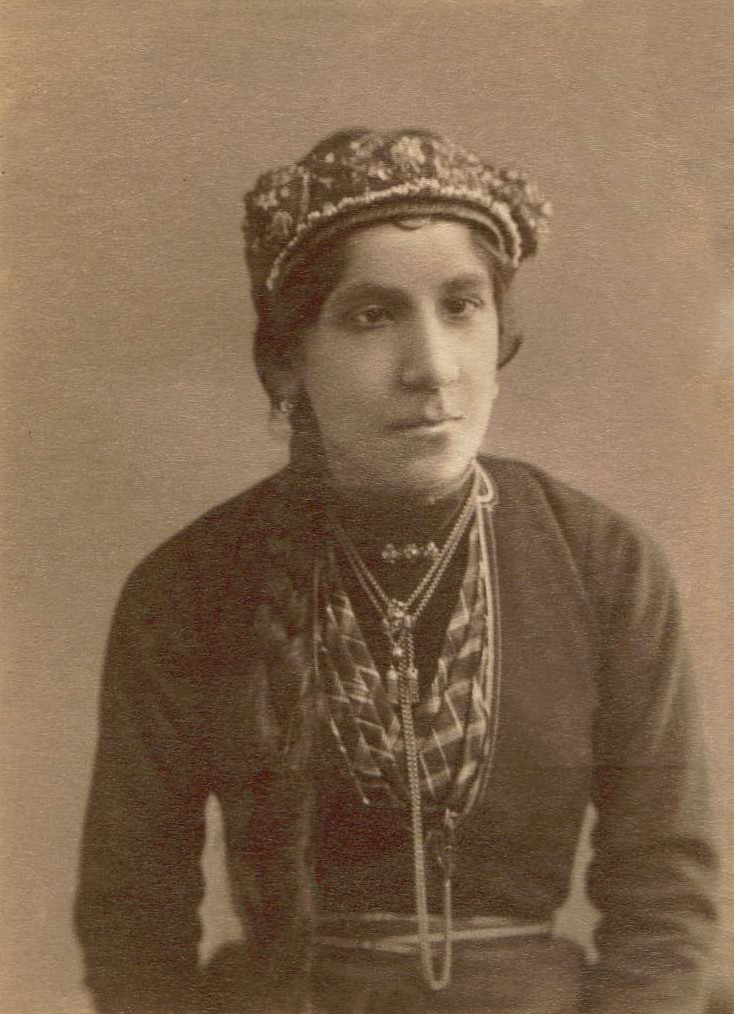
Arménienne d'Akhaltsikhé
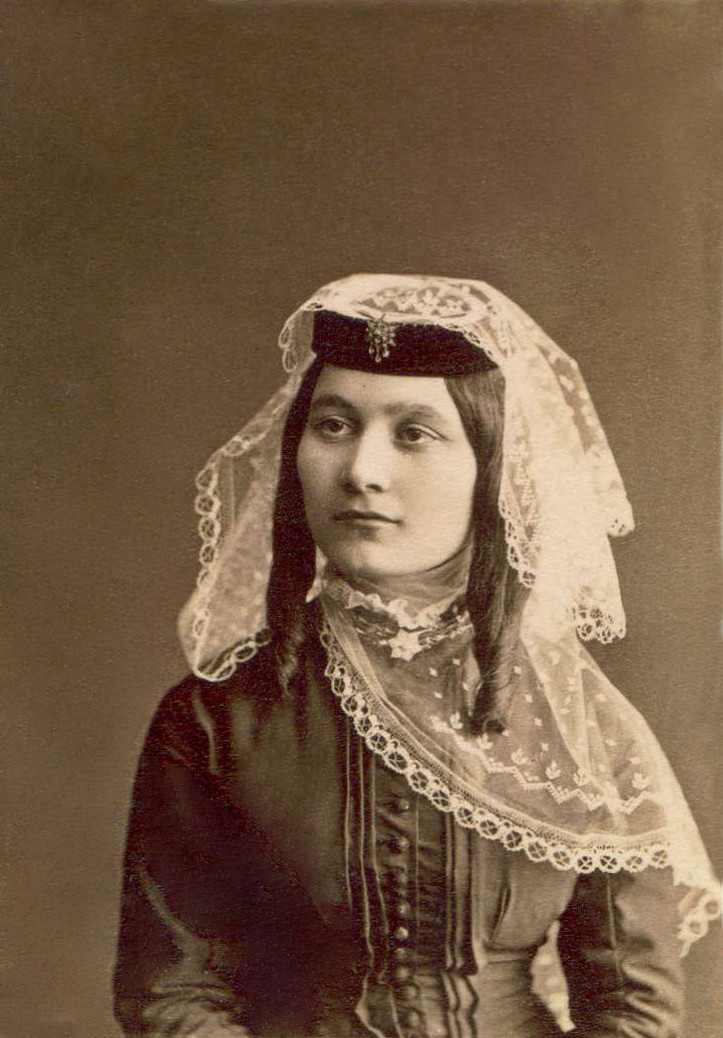
Arménienne d'Akhaltsikhé
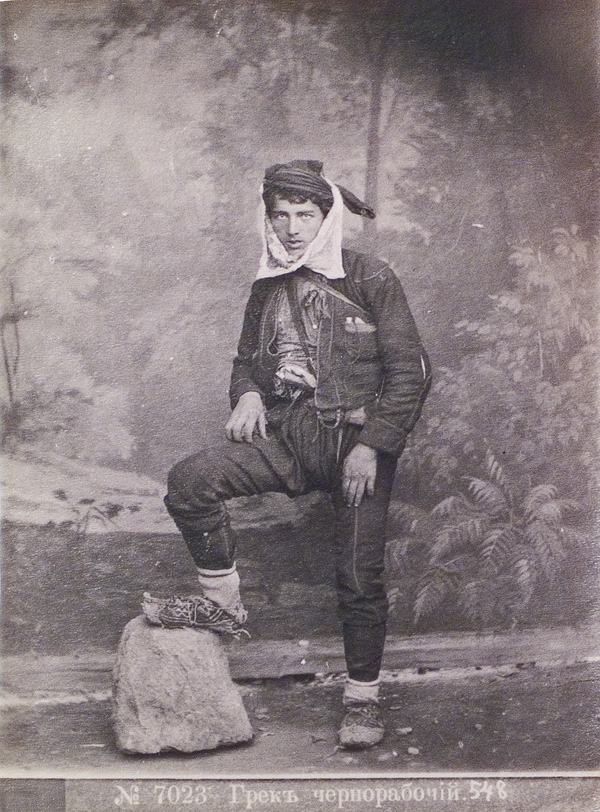
Travailleur grec
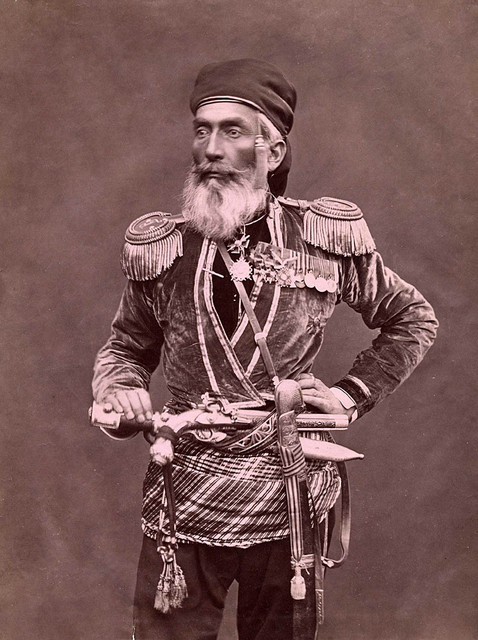
Prince David Gugunava (en)
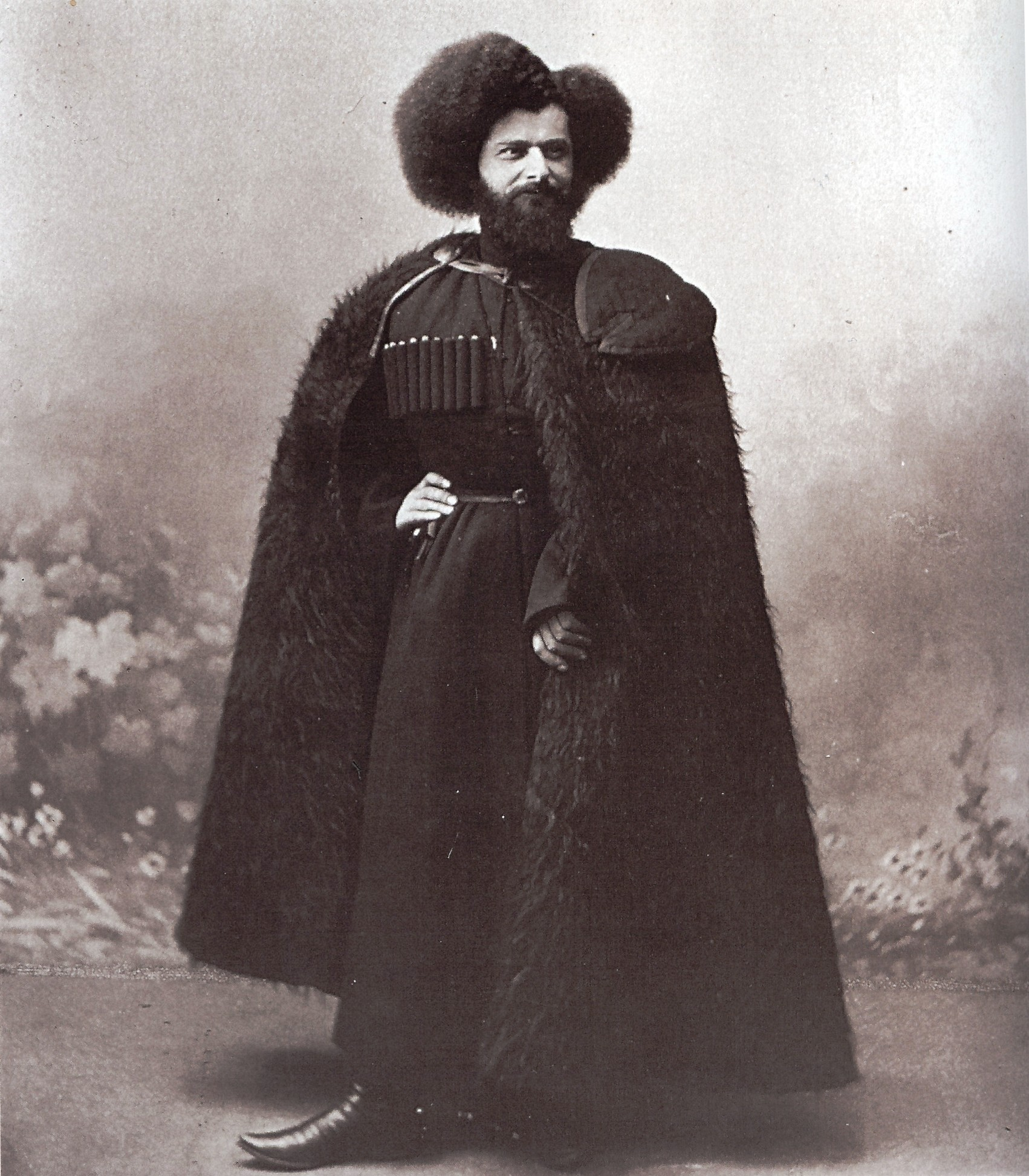
Homme avec une bourka
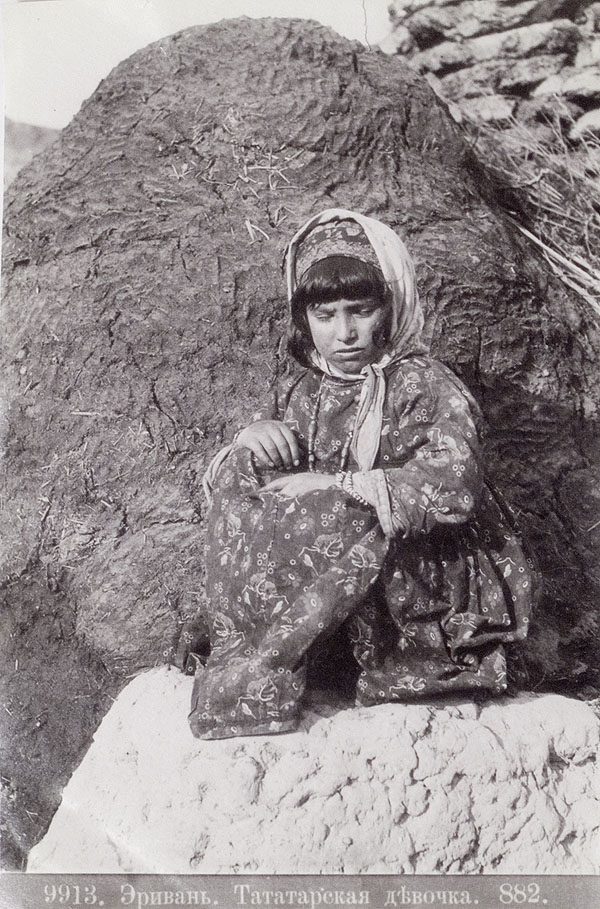
Azerbaijan d'Erevan
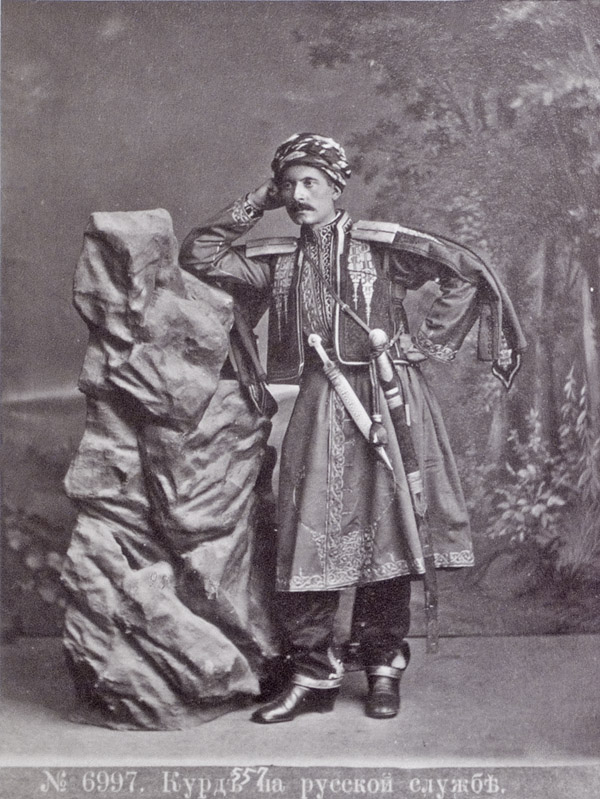
Kurde de l'armée russe
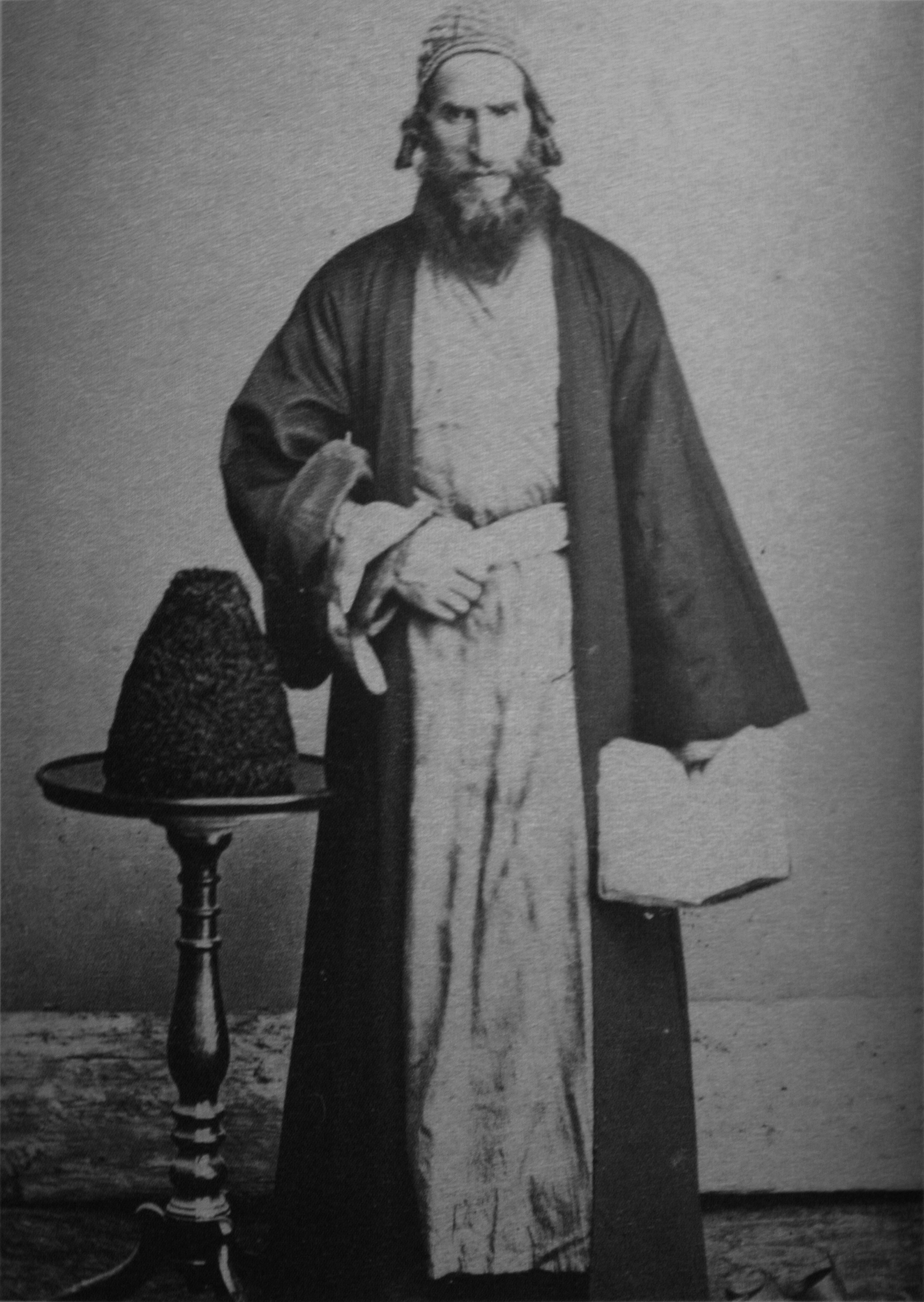
Rabbin d'Imereti

### Paysages

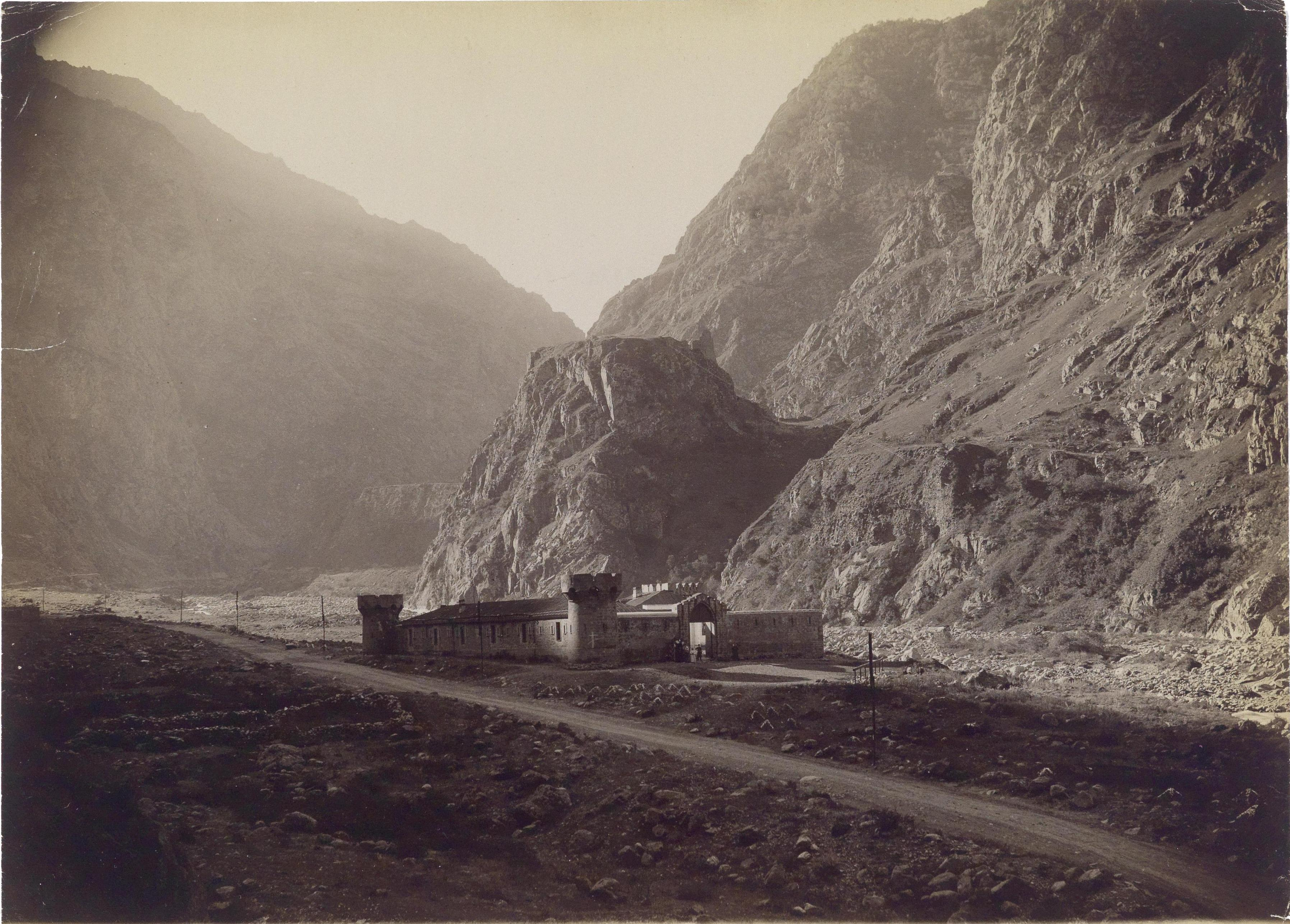
Forteresse géorgienne reine Tamara
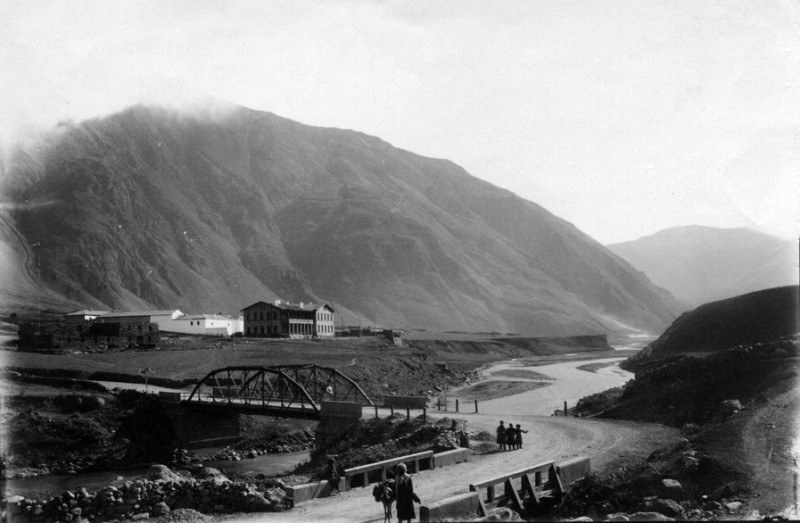
Une route de Géorgie
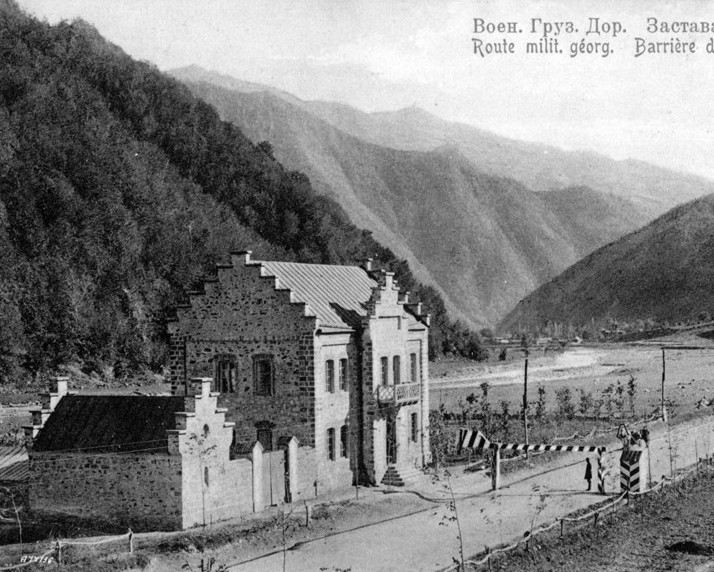
Route militaire géorgienne
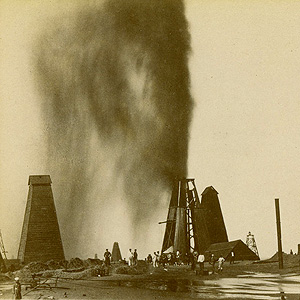
Champs de pétrole de Bakou
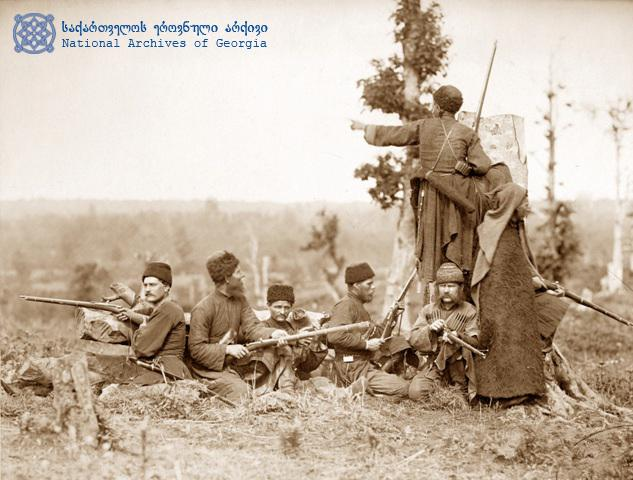
Embuscade lors de la guerre russo-turque de 1877-1878
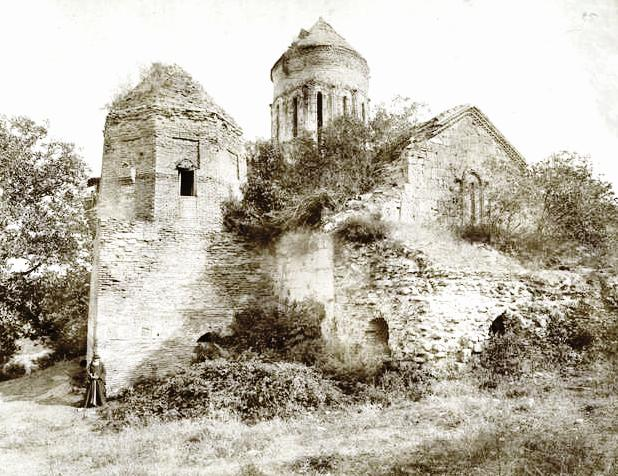
Monastère en ruine près de Kardanakhi (en)
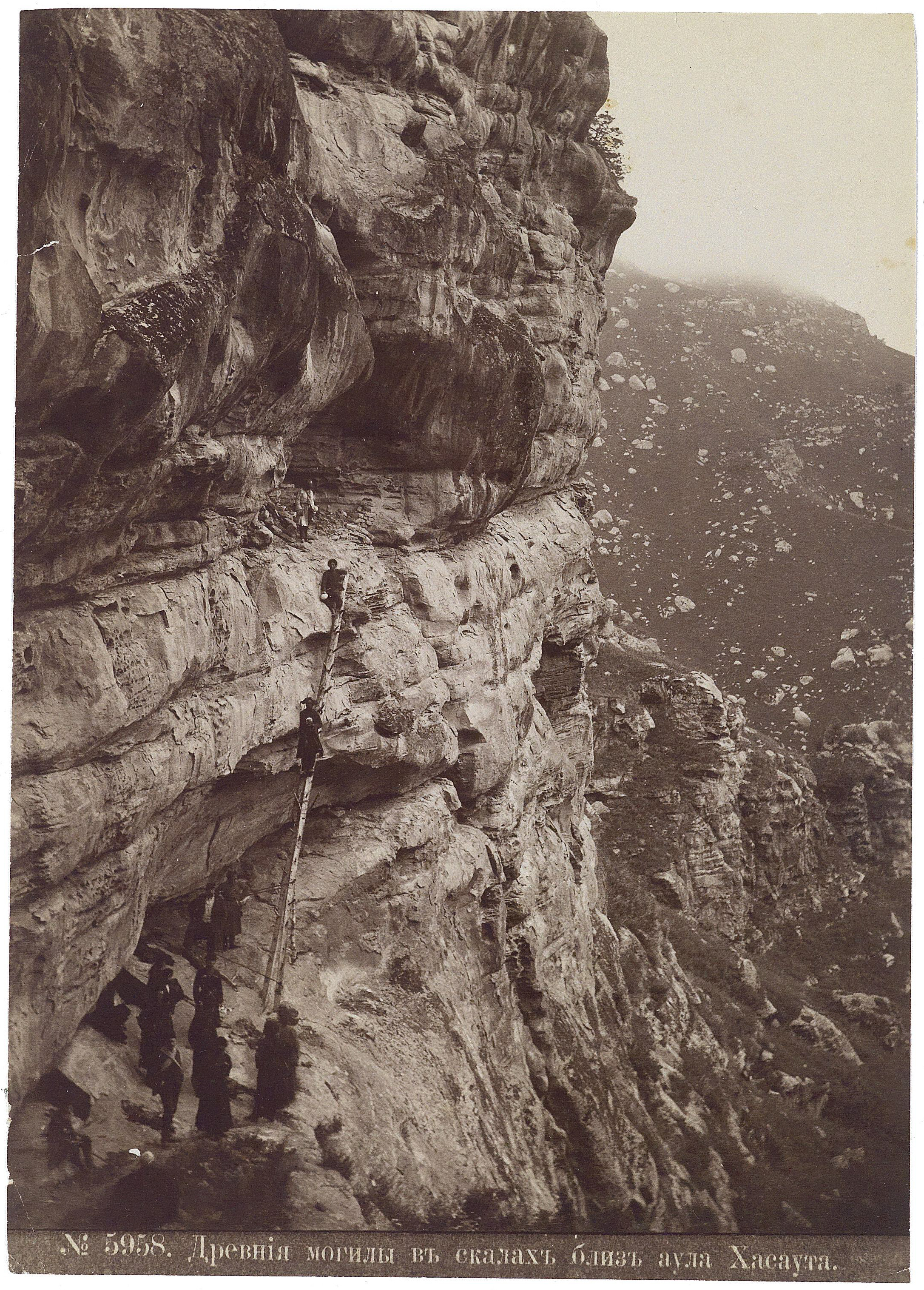
le Daghestan

## Collections
Devenue accessible après la fin de l'ère soviétique, la collection Ermakov est détenue par le musée national géorgien et est restaurée avec l'aide du musée de la photographie des Pays-Bas. Elle comprend 130 albums, 23 000 tirages, 15 000 plaques photographiques et 12 500 vues stéréoscopiques.

## Expositions
- Op zoek naar Pirosmani, Musée de Dordrecht[10]
- Ermakov Photostudio, Photographer, collector and entrepreneur, musée de la photographie des Pays-Bas
- Tbilisi Photo Festival